# Liste der Kulturdenkmale in Leipzig-Zentrum-West, K–Z
Die Liste der Kulturdenkmale in Leipzig-Mitte (Zentrum-West) enthält die Kulturdenkmale des Leipziger Ortsteils „Zentrum-West“, die in der Denkmalliste vom Landesamt für Denkmalpflege Sachsen mit Stand vom 2017 erfasst wurden.
Aus Platzgründen ist diese Liste geteilt. In dieser Liste sind die Kulturdenkmale in den Straßen mit den Anfangsbuchstaben K–Z erfasst. Die Kulturdenkmale in den Straßen A–J sind in der Liste der Kulturdenkmale in Leipzig-Zentrum-West, A–J aufgeführt.

## Legende
- Bild: Bild des Kulturdenkmals, ggf. zusätzlich mit einem Link zu weiteren Fotos des Kulturdenkmals im Medienarchiv Wikimedia Commons. Wenn man auf das Kamerasymbol klickt, können Fotos zu Kulturdenkmalen aus dieser Liste hochgeladen werden:
- Bezeichnung: Denkmalgeschützte Objekte und ggf. Bauwerksname des Kulturdenkmals
- Lage: Straßenname und Hausnummer oder Flurstücknummer des Kulturdenkmals. Die Grundsortierung der Liste erfolgt nach dieser Adresse. Der Link (Karte) führt zu verschiedenen Kartendiensten mit der Position des Kulturdenkmals. Fehlt dieser Link, wurden die Koordinaten noch nicht eingetragen. Sind diese bekannt, können sie über ein Tool mit einer Kartenansicht einfach nachgetragen werden. In dieser Kartenansicht sind Kulturdenkmale ohne Koordinaten mit einem roten bzw. orangen Marker dargestellt und können durch Verschieben auf die richtige Position in der Karte mit Koordinaten versehen werden. Kulturdenkmale ohne Bild sind an einem blauen bzw. roten Marker erkennbar.
- Datierung: Baubeginn, Fertigstellung, Datum der Erstnennung oder grobe zeitliche Einordnung entsprechend des Eintrags in der sächsischen Denkmaldatenbank
- Beschreibung: Kurzcharakteristik des Kulturdenkmals entsprechend des Eintrags in der sächsischen Denkmaldatenbank, ggf. ergänzt durch die dort nur selten veröffentlichten Erfassungstexte oder zusätzliche Informationen
- ID: Vom Landesamt für Denkmalpflege Sachsen vergebene, das Kulturdenkmal eindeutig identifizierende Objekt-Nummer. Der Link führt zum PDF-Denkmaldokument des Landesamtes für Denkmalpflege Sachsen. Bei ehemaligen Kulturdenkmalen können die Objektnummern unbekannt sein und deshalb fehlen bzw. die Links von aus der Datenbank entfernten Objektnummern ins Leere führen. Ein ggf. vorhandenes Icon  führt zu den Angaben des Kulturdenkmals bei Wikidata.

## Liste der Kulturdenkmale in Leipzig-Mitte (Zentrum-West)
| Bild                                    | Bezeichnung | Lage                                                      | Datierung | Beschreibung | ID       |
| --------------------------------------- | --- | --------------------------------------------------------- | --- | --- | -------- |
| Weitere Bilder                          | Villa | Karl-Tauchnitz-Straße 2 (Karte)                           | 1904–1907 (Villa) | repräsentative Putzfassade mit Sandsteingliederungen und Mansarddach, im Reform- und Heimatstil der Zeit um 1910, neobarocke Anklänge, Architekt: Emanuel von Seidl, München, erbaut für den Verleger Gottfried Otto Nauhardt, baugeschichtlich, kunstgeschichtlich und städtebaulich von Bedeutung | 09290969 |
|                                         | Villa in halboffener Bebauung | Karl-Tauchnitz-Straße 4 (Karte)                           | 1893 (Villa) | sparsam gestaltete Klinkerfassade mit Sandsteingliederung, aufwendige Fensterrahmungen, im Stil des Historismus, erbaut für den Kaufmann Alfred Göhring, baugeschichtlich und städtebaulich von Bedeutung | 09290970 |
|                                         | Villa in halboffener Bebauung, mit Einfriedung und Nebengebäude | Karl-Tauchnitz-Straße 6 (Karte)                           | 1895–1896 (Villa) | repräsentative historistische Sandsteinfassade, betont asymmetrische Baugestaltung zur Straße, in einer an der französischen Beaux-Arts-Architektur orientierten Bauweise, Architekt: Max Pommer, erbaut für den Rittergutsbesitzer und Kaufmann Julius Harck, später Wohnort seines Sohnes Fritz von Harck, ein bedeutender Leipziger Kunstsammler und Stifter, baugeschichtlich, kunstgeschichtlich und städtebaulich von Bedeutung | 09290971 |
|                                         | Villa mit Einfriedung | Karl-Tauchnitz-Straße 8 (Karte)                           | 1893–1894 (Villa) | repräsentative Putzfassade mit Sandsteingliederungen, die symmetrische Fassade folgt dem klassischen Grundschema, zur Straße Erkervorbau, darüber reich gestaltetes Drillingsfenster, Villa im Stil des Historismus, Architekt: Max Pommer, erbaut für den Kaufmann Hermann Reißig, baugeschichtlich, kunstgeschichtlich und städtebaulich von Bedeutung | 09290972 |
|                                         | Doppelvilla, mit Einfriedung und zwei Toreinfahrten | Karl-Tauchnitz-Straße 10; 10b (Karte)                     | 1896–1898 (Villa) | repräsentative Putzfassade mit Sandsteingliederungen, im Innern Stuckmarmor und Stuckdecken, Villa folgt deutlich französischen Neorenaissancevorbildern, im Stil des Späthistorismus, Architekt: Peter Dybwad, erbaut für die Kaufmannsfamilie Rentsch-Röder, später im Besitz des Zeitungsverlegers Karl Herfurth, baugeschichtlich, kunstgeschichtlich und städtebaulich von Bedeutung | 09290973 |
|                                         | Remisengebäude eines Villengrundstückes (Villa nicht mehr vorhandenen) | Karl-Tauchnitz-Straße 12 (Karte)                          | 1894 (Remisengebäude) | Remisengebäude mit Kutscherwohnung, historistische Putzfassade mit Fachwerk-Drempel, baugeschichtlich von Bedeutung Denkmaltext Stall- und Remisengebäude mit Kutscherwohnung, zu einer im Krieg zerstörten Villa gehörend, die 1894 von Max Pommer für Martha Schmidt-Reißig gebaut worden war. Ziegelbauweise mit Putzgliederung und Blendfachwerk im Obergeschoss. | 09297242 |
|                                         | Klingerbrücke: Straßenbrücke über das Elsterflutbett, mit Beleuchtung | Käthe-Kollwitz-Straße (Karte)                             | 1928 (Straßenbrücke) | Brücke mit originalen Brüstungen und Pfeilern mit Beleuchtungskörpern, baugeschichtlich von Bedeutung | 09293975 |
| Weitere Bilder                          | Mietshaus in geschlossener Bebauung in Ecklage | Käthe-Kollwitz-Straße 1 (Karte)                           | 1881 (Mietshaus) | mit Tordurchfahrt, Klinkerfassade, teilweise bleiverglaste Treppenhausfenster, baugeschichtlich von Bedeutung | 09291489 |
|                                         | Mietshaus in geschlossener Bebauung | Käthe-Kollwitz-Straße 3 (Karte)                           | 1882 (Mietshaus) | mit Läden, Klinkerfassade, baugeschichtlich bedeutsamer Historismusbau | 09291490 |
|                                         | Mietshaus in geschlossener Bebauung | Käthe-Kollwitz-Straße 6 (Karte)                           | um 1880 (Mietshaus) | Sandsteinfassade mit Balkons, baugeschichtlich bedeutsamer Historismusbau mit prachtvoller Fassade | 09291491 |
|                                         | Mietshaus in geschlossener Bebauung | Käthe-Kollwitz-Straße 12 (Karte)                          | im Kern 1881 (Mietshaus), nach 1945 (Mietshaus) | mit Tordurchfahrt und Läden, kriegszerstörtes Gebäude nach 1945 vereinfacht mit Putzfassade wieder aufgebaut, Erdgeschosszone original erhalten, ortsentwicklungsgeschichtlich von Bedeutung | 09291492 |
|                                         | Mietshaus in geschlossener Bebauung | Käthe-Kollwitz-Straße 13 (Karte)                          | 1881 (Mietshaus) | mit Laden und Tordurchfahrt, Sandsteinfassade, Ladenfront original, baugeschichtlicher Wert | 09291493 |
|                                         | Mietshaus in geschlossener Bebauung in Ecklage | Käthe-Kollwitz-Straße 14 (Karte)                          | 1882 (Mietshaus) | mit Läden, Klinker-Sandstein-Fassade, wirkungsvoller Historismusbau, mit baugeschichtlichem Wert | 09291494 |
|                                         | Mietshaus in geschlossener Bebauung und in Ecklage | Käthe-Kollwitz-Straße 15 (Karte)                          | um 1885 (Mietshaus) | mit Tordurchfahrt und Läden, Putz-Sandstein-Fassade, Ladenfront original, prachtvoller Eckbau, mit baugeschichtlichem Wert | 09291495 |
|                                         | Fabrikantenvilla mit Garten | Käthe-Kollwitz-Straße 46 (Karte)                          | 1858 (Villa) | historisierende Putzfassade, baugeschichtlicher Wert als einer der frühesten erhaltenen Villenbauten an der Plagwitzer Verbindungsstraße, benannt nach dem Erstbesitzer, der Klavierfabrikantenfamilie Blüthner, die Villa war ehemals Teil eines Pianofortefabrik-Werksgeländes (Fabrikgebäude in rückwärtiger Lage mittlerweile abgebrochen), ortshistorische und baugeschichtliche Bedeutung | 09290272 |
|                                         | Mietvilla mit Einfriedung und Ufermauer | Käthe-Kollwitz-Straße 50 (Karte)                          | 1873 (Mietvilla), 1873 (Uferbefestigung) | ehemals auch Garten, Putzfassade, baugeschichtlich und stadtentwicklungsgeschichtlich von Bedeutung, Zeugnis der frühen westlichen Stadterweiterung | 09290273 |
|                                         | Mietvilla, mit Garten | Käthe-Kollwitz-Straße 52 (Karte)                          | 1872 (Mietvilla) | Putzfassade, Marmor und Stuck im Eingangsbereich, im Stil des Historismus, baugeschichtlich von Bedeutung | 09290274 |
|                                         | Doppelvilla, mit Toreinfahrt (bei Nr. 54), Garten und Remisengebäude (bei Nr. 54) | Käthe-Kollwitz-Straße 54; 56 (Karte)                      | 1873 (Villa) | als Doppelwohnhaus entworfen, Klinkerfassade, im Stil des Historismus, baugeschichtlich von Bedeutung | 09290276 |
|                                         | Villa | Käthe-Kollwitz-Straße 58 (Karte)                          | 1869 (Villa) | Putzfassade, im Stil des Historismus, baugeschichtlich von Bedeutung | 09290277 |
|                                         | Villa, mit Einfriedung, Toreinfahrt, Hofpflasterung und Remisengebäude | Käthe-Kollwitz-Straße 60 (Karte)                          | 1872–1873 (Villa) | Putzfassade, Marmorausstattung im Eingangsbereich, im Stil des Historismus, baugeschichtlich von Bedeutung | 09290278 |
| Weitere Bilder                          | Villa Baedeker; Villa, mit Einfriedung und Garten | Käthe-Kollwitz-Straße 64 (Karte)                          | um 1880 (Villa) | Putzfassade, Reste originaler Ausstattung, Villa der Verlegerfamilie Karl Baedeker (u. a. Ernst Baedeker jun. und Dietrich Baedeker), im Stil des Historismus, baugeschichtlich von Bedeutung | 09299068 |
|                                         | Mietshaus in geschlossener Bebauung | Käthe-Kollwitz-Straße 65 (Karte)                          | 1865 (Mietshaus) | Putzfassade, vorgründerzeitlicher Wohnungsbau, mit baugeschichtlichem Wert | 09290279 |
|                                         | Mietshaus in geschlossener Bebauung und Hintergebäude | Käthe-Kollwitz-Straße 67 (Karte)                          | 1864 (Mietshaus) | Putzfassade, Sandsteinplatten im Hausflur, vorgründerzeitliches Wohngrundstück, mit baugeschichtlichem Wert | 09290280 |
|                                         | Mietvilla, mit seitlicher Einfriedung und Garten sowie Ufermauer | Käthe-Kollwitz-Straße 68 (Karte)                          | 1872 (Mietvilla) | Putzfassade, im Stil des Historismus, Stuck und Treppenhaus von 1905, baugeschichtlich von Bedeutung | 09290281 |
|                                         | Doppelmietshaus (Hillerstraße 9 und Käthe-Kollwitz-Straße 69) in halboffener Bebauung und in Ecklage | Käthe-Kollwitz-Straße 69 (Karte)                          | 1885 (Doppelmietshaus) | Klinkerfassade mit Eckerker, reiche Sandsteingliederung, prächtige Balkons, Bleiglasfenster im Innern, baugeschichtlich von Bedeutung | 09290737 |
| Weitere Bilder                          | Villa Mothes; Villa »Julburg«; später Institut für Museologie; Villa und Villengarten, Einfriedung mit Tor, Uferbefestigung mit Treppe und Balustrade zum Elsterufer, Gartenpavillon, Grotte und Remisengebäude sowie Pflaster der Zufahrt | Käthe-Kollwitz-Straße 70 (Karte)                          | 1872–1873 (Villa) | repräsentative Putzfassade im Stil der Neogotik, reiche Innenausstattung, teilweise auch von abgegangenen Bauten, Architekt: Oscar Mothes (zugleich Bauherr und Besitzer), Villengarten mit reicher Ausstattung, baukünstlerische, kunsthistorische und gartengeschichtliche Bedeutung | 09290282 |
| Direkt Bild zu diesem Denkmal hochladen | Mietshaus in geschlossener Bebauung und Hinterhaus | Käthe-Kollwitz-Straße 71 (Karte)                          | 1885–1887 (Mietshaus) | mit zwei Tordurchfahrten, historisierende Putzfassade, Terrazzo und Wandgliederung im Eingangsbereich, baugeschichtlich von Bedeutung | 09290283 |
|                                         | Doppelmietshaus in offener Bebauung und in Ecklage, sowie seitliche Toreinfahrt, Ufermauer und Treppe zum Wasser | Käthe-Kollwitz-Straße 72; 72a (Karte)                     | 1909 (Doppelmietshaus) | Putzfassade, teilweise bleiverglaste Treppenhausfenster, Reformstil-Architektur, baugeschichtlich von Bedeutung | 09290284 |
| Direkt Bild zu diesem Denkmal hochladen | Doppelmietshaus (Hauptmannstraße 10 und Käthe-Kollwitz-Straße 73) in halboffener Bebauung und in Ecklage | Käthe-Kollwitz-Straße 73 (Karte)                          | um 1885 (Doppelmietshaus) | Klinkerfassade mit Erkern, Balkons zur Hauptmannstraße, Stuck und Wandgliederungen im Eingangsbereich, baugeschichtlich von Bedeutung | 09290739 |
| Direkt Bild zu diesem Denkmal hochladen | Wohnhaus (mit zwei Hausnummern) in offener Bebauung, mit Gartenpavillon und seitlicher Einfriedung | Käthe-Kollwitz-Straße 74; 76 (Karte)                      | 1926 (Wohnhaus), Anfang 20. Jh. (Gartenpavillon) | Putzfassade mit Klinkerelementen und Treppengiebeln, baugeschichtlich von Bedeutung | 09290285 |
|                                         | Mietshaus in halboffener Bebauung und in Ecklage | Käthe-Kollwitz-Straße 75 (Karte)                          | 1868 (Mietshaus) | Putzfassade, baugeschichtlich von Bedeutung Denkmaltext Maurermeister Julius Mosenthin zeichnet verantwortlich für den klassizistischen Eckbau zur heutigen Hauptmannstraße, der 1868 von dem Restaurateur Ludwig Hermann Fischer in Auftrag gegeben worden war und zu den ältesten erhaltenen Bauten der Käthe-Kollwitz-Straße zählt. Bis 1872 befand sich im 1. und 2. Geschoss ein Saal, der durch den Bauherren und Tischlermeister Carl Förster in Wohnraum umgestaltet wurde, im gleichen Jahr Errichtung einer Tischlerwerkstatt im Hof durch Maurermeister Heinrich Busch. Das Souterrain ehemals mit Kegelstube und Kegelbahn, die sich in den Hof erstreckte, schon 1869 entworfen der Plan für eine Colonnade an der damaligen Seitenstraße (nicht erhalten). Sparsamer Zierrat gliedert die insgesamt feinsinnig dekorierte und breit gelagerte Putzfassade über einem Bruchsteinsockel mit Gliederungselementen aus Sandstein. Hervorhebung der mittleren Achse durch den rundbogigen Hauszugang und aufwändigere Fensterrahmungen in den beiden Etagen darüber. Der Dachgeschossausbau bereits aus der Erbauungszeit, die Ausstattung weitgehend erhalten (u. a. Treppenhaus, Windfangtür, Wohnungstüren). Im Hof ehemals Garagen von 1925, das ruinöse Seitengebäude bereits 2000 abgebrochen. Sanierung 2007. LfD/2007 | 09290307 |
|                                         | Mietshaus in geschlossener Bebauung | Käthe-Kollwitz-Straße 77 (Karte)                          | um 1885 (Mietshaus) | mit Tordurchfahrt, Putzfassade mit Erker, Fachwerkveranden zum Hof, baugeschichtlich von Bedeutung | 09290286 |
| Direkt Bild zu diesem Denkmal hochladen | Wohnhaus in offener Bebauung, mit seitlicher Einfriedung | Käthe-Kollwitz-Straße 78 (Karte)                          | 1926 (Wohnhaus) | Putzfassade mit Klinkerelementen und Treppengiebel, baugeschichtlich von Bedeutung | 09290287 |
| Direkt Bild zu diesem Denkmal hochladen | Wohnhaus in offener Bebauung im Hof | Käthe-Kollwitz-Straße 80 (Karte)                          | 1925 (Wohnhaus) | Putzfassade, baugeschichtlich von Bedeutung | 09290288 |
|                                         | Wohnhaus in offener Bebauung im Hof | Käthe-Kollwitz-Straße 80a (Karte)                         | 1925 (Wohnhaus) | Putzfassade, im traditionalistischen Stil, baugeschichtlich von Bedeutung | 09290289 |
| Weitere Bilder                          | Villa, mit seitlicher Einfriedung, Gartenpavillon und Garten | Käthe-Kollwitz-Straße 82 (Karte)                          | um 1870 (Villa) | historisierende Klinkerfassade mit Sandsteingliederung, erbaut für den Verleger Hermann Meyer, baugeschichtlich von Bedeutung | 09290292 |
|                                         | Villa | Käthe-Kollwitz-Straße 82b (Karte)                         | 1924–1925 (Villa) | Putzfassade, Stuckdecke im Innern, ehemals Wohnhaus Dr. Hermann Meyer, später Fachschule für Gastronomie, baugeschichtlich von Bedeutung | 09290291 |
| Direkt Bild zu diesem Denkmal hochladen | Villa | Käthe-Kollwitz-Straße 82c (Karte)                         | 1924 (Villa) | Putzfassade, Holztäfelung im Treppenhaus, eine Zeit lang Fachschule für Gastronomie, baugeschichtlich von Bedeutung | 09290290 |
|                                         | Mietshaus in halboffener Bebauung | Käthe-Kollwitz-Straße 83 (Karte)                          | 1874 (Mietshaus) | Putzfassade, baugeschichtlich von Bedeutung | 09290293 |
| Direkt Bild zu diesem Denkmal hochladen | Kabelverzweiger der Deutschen Reichspost | Käthe-Kollwitz-Straße 83 (vor) (Karte)                    | um 1925 (Kabelverzweiger) | Kabelverzweigergehäuse für Telefonanschlüsse; ab Juni 2018 eingelagert nach Umsturz durch Beschädigung, Kabelverzweiger Leipziger Typ Nr. 6, Metallgehäuse, technikgeschichtlich von Bedeutung, Seltenheits- und Dokumentationswert | 09305220 |
|                                         | Villa, mit Einfriedung und Vorgarten | Käthe-Kollwitz-Straße 84 (Karte)                          | um 1900 (Villa) | Putzfassade mit Fachwerkgiebeln, im Reform- und Landhausstil der Zeit, baugeschichtlich von Bedeutung | 09290294 |
|                                         | Mietshaus in geschlossener Bebauung | Käthe-Kollwitz-Straße 85 (Karte)                          | 1875 (Mietshaus) | mit Tordurchfahrt, Putzfassade, Stuckreste in der Tordurchfahrt, baugeschichtlich von Bedeutung | 09290295 |
|                                         | Mietshaus in geschlossener Bebauung in Ecklage | Käthe-Kollwitz-Straße 87 (Karte)                          | 1871–1872 (Mietshaus) | Putzfassade, teilweise geätzte Treppenhausfenster, baugeschichtlich von Bedeutung | 09290296 |
|                                         | Mietshaus in geschlossener Bebauung in Ecklage | Käthe-Kollwitz-Straße 89 (Karte)                          | 1872 (Mietshaus) | Putzfassade, Marmorstufen, Stuck und Schablonenmalerei um 1905 im Eingangsbereich, baugeschichtlich von Bedeutung | 09290297 |
|                                         | Mietshaus in geschlossener Bebauung | Käthe-Kollwitz-Straße 91 (Karte)                          | 1873 (Mietshaus) | mit Tordurchfahrt, Putzfassade, seltene Treppenhausanlage, baugeschichtlich von Bedeutung | 09300908 |
|                                         | Mietshaus in geschlossener Bebauung | Käthe-Kollwitz-Straße 93 (Karte)                          | im Kern 1874–1875 (Mietshaus), 1948–1951 Wiederaufbau (Mietshaus) | ehemals mit Laden, aus Trümmerziegeln errichteter Nachkriegsbau, ehemals mit unverputzter Fassade, baugeschichtlich von Bedeutung Denkmaltext Durch Sprengbomben wurde das 1874–1875 im Auftrag des Kaufmanns Johann Carl Deutschbeins errichtete Mietshaus zerstört. Einzigartig in Leipzig ist der geschossweise Wiederaufbau des Gebäudes über einen Zeitraum von fast zwanzig Jahren. 1947 stellte die Eigentümerin, „Flüchtling“ Marie Rösel den Antrag für die Enttrümmerung ihres Grundstücks, im Folgejahr für den Aufbau von Erd- und erstem Obergeschoss. 1965 schließlich wurden die beiden obersten geschosse in Angriff genommen, Bauleiter waren Ernst Michael, später Gerhard Harttig. Der Aufbau erfolgte vorwiegend mit Trümmermaterial, was u. a. auch beim Abbruch der Reste des Seitenflügels gewonnen wurde. Diese Tatsache und ebenso die bis heute unverputzt belassene Fassade zeugen von Seltenheitswert. Ein Hinterhaus 1887 errichtet durch Bäckermeister Emil Clemens Rost nach Entwurf von Architekt Paul Gerhardt, Ausführung durch Baugewerksmeister Robert Rost. Im Rahmen der Sanierung des Vorderhauses 2007/2008 erfolgte eine Umgestaltung der straßenseitigen Fassade derart, das kein Denkmalwert mehr zu konstatieren ist, die Rückfront wurde aufgestockt und besitzt das Erscheinungsbild eines Neubaus. Lediglich im Inneren haben sich Teile aus der Wiederaufbauzeit erhalten und sind saniert. Für Entwurf und Baubetreuung war Architektin Susanne Paul-Jansen verpflichtet. Das Hinterhaus wurde ohne denkmalschutzrechtliche Genehmigung abgebrochen, da es nicht ins Konzept des Investors passte. Denkmalwert besitzt momentan nur noch das Innere des Hauses. LfD/2006, 2014 | 09299320 |
|                                         | Mietshaus in geschlossener Bebauung | Käthe-Kollwitz-Straße 95 (Karte)                          | 1874 (Mietshaus) | mit Tordurchfahrt und Laden, frühgründerzeitliche Putzfassade, Holzpflasterung, baugeschichtlich von Bedeutung Denkmaltext Bauherr für das frühgründerzeitliche Vorderwohngebäude war der Tischlermeister Friedrich Wilhelm Schultze, für die Ausführung zeichnete der Baumeister Robert Pfalz verantwortlich. Im Erdgeschoss des 1874 errichteten Hauses lag neben der Tordurchfahrt eine Wohnung mit vier Zimmern, Kammer, Küche und Garderobe, später wurde ein Laden eingebaut. Die Obergeschosse enthielten je zwei Dreizimmerwohnungen mit Küche, Garderobe, Korridor und AWC bzw. Privét in der Wohnung. Ein Hofgebäude mit zwei Rollen im Souterrain kam 1876 zur Ausführung, 1892 wurde ein straßenseitiger Laden eingerichtet. Die Putzfassade wird durch zwei dezent durch gekuppelte Fenster akzentuierte Seitenrisalite, ein aufwändig gestaltetes Erd- und ein bewusst abgesetztes oberstes Geschoss mit Konsol-Traufgesims gegliedert. Sandsteinwerksteine und feingliedriger Stuckdekor, die Ausstattung weitgehend erhalten. LfD/2006 | 09290298 |
|                                         | Mietshaus in geschlossener Bebauung | Käthe-Kollwitz-Straße 97 (Karte)                          | 1874 (Mietshaus) | mit Tordurchfahrt, ehemals mit Laden, Putzfassade, baugeschichtlich von Bedeutung | 09290299 |
|                                         | Mietshaus in geschlossener Bebauung | Käthe-Kollwitz-Straße 99 (Karte)                          | 1878 (Mietshaus) | mit Hausdurchgang, Putzfassade, geätzte Treppenhausfenster, baugeschichtlich von Bedeutung | 09290300 |
|                                         | Mietshaus in geschlossener Bebauung | Käthe-Kollwitz-Straße 101 (Karte)                         | 1872 (Mietshaus) | mit Tordurchfahrt, historisierende Putzfassade, baugeschichtlich von Bedeutung Denkmaltext Bauunternehmer J. Gottlieb Möbius lieferte den Entwurf für ein auf dem von Dr. Heine erworbenen Grundstück zu errichtendes Mietshaus. Die Umsetzung erfolgte von März bis November 1872, im August wurde ein Bauantrag für ein Seitengebäude mit Wagenremise, Pferdestall, Wohnung, Waschhaus, Kohlenschuppen und Lager eingereicht. Bauherren waren jeweils der Stellmacher C. Seebisch und der Schmiedemeister C. Segers. Im Erdgeschoss untergebracht waren unter anderem eine Gaststätte (1878), ein Schauladen für Autos (1923), eine Filiale für Bäckerei- und Konditoreiwaren mit Kaffee-Ausschank (1931). Die klar und streng rhythmisierte Putzfassade besaß eine sehr zurückhaltende spätklassizistische Dekoration, im Inneren ein schönes Treppenhaus und zahlreiche weitere originale Ausstattungsdetails. LfD/2007 | 09300977 |
| Weitere Bilder                          | Mietshaus in offener Bebauung | Käthe-Kollwitz-Straße 105 (Karte)                         | 1886–1887 (Mietshaus) | prachtvolle Klinker-Putz-Fassade mit Erker, im Stil des Historismus, baugeschichtlich von Bedeutung | 09290301 |
|                                         | Mietvilla in halboffener Bebauung (bauliche Einheit mit Nr. 109 und 111) | Käthe-Kollwitz-Straße 107 (Karte)                         | 1889 (Mietvilla) | historisierende Putzfassade, baugeschichtlich von Bedeutung | 09290302 |
|                                         | Mietvilla in geschlossener Bebauung (bauliche Einheit mit Nr. 107 und 111) | Käthe-Kollwitz-Straße 109 (Karte)                         | 1889 (Mietvilla) | historisierende Putzfassade, mit rückwärtiger Terrasse und Treppe zum Garten, baugeschichtlich von Bedeutung | 09290303 |
|                                         | Mietvilla in halboffener Bebauung (bauliche Einheit mit Nr. 107 und 109), mit Remisengebäude im Hof und seitlicher Toreinfahrt | Käthe-Kollwitz-Straße 111 (Karte)                         | 1889 (Mietvilla) | historisierende Putzfassade, baugeschichtlich von Bedeutung | 09290304 |
|                                         | Mietvilla, mit seitlicher Einfriedung und Toreinfahrt | Käthe-Kollwitz-Straße 113 (Karte)                         | 1886 (Mietvilla) | Putzfassade mit Erker, Vorbau mit Resten farbiger Verglasung, baugeschichtlich von Bedeutung | 09290305 |
| Weitere Bilder                          | Villa mit Garten, Einfriedung, Toreinfahrt und Remisengebäude | Käthe-Kollwitz-Straße 115 (Karte)                         | 1885–1886 (Villa) | Klinkerfassade, Reste von Fassadenmalerei, Glasmalerei, Villa des Verlegers Herrmann Julius Meyer, im Stil des Historismus, baugeschichtlich von Bedeutung | 09290306 |
| Direkt Bild zu diesem Denkmal hochladen | Einzeldenkmal der Sachgesamt Umgestaltungsgebiet Innere Westvorstadt am Dorotheenplatz: Mehrfamilienhaus (Kolonnadenstraße 1/3 und Reichelstraße 2-8, siehe Sachgesamtheitsliste – Obj. 09306509) | Kolonnadenstraße 1; 3 (Karte)                             | 1983–1989 (Mehrfamilienwohnhaus) | postmoderner Plattenbau mit vorgelagerten Arkaden an den zum Platz weisenden Seiten sowie Funktionsunterlagerung, hervorstechendes architektonisches Zeugnis der 1980er Jahre für innerstädtisches Bauen in der DDR, baugeschichtlich und städtebaulich von Bedeutung | 09306828 |
|                                         | Einzeldenkmal der Sachgesamt Umgestaltungsgebiet Innere Westvorstadt am Dorotheenplatz: Mehrfamilienhaus (Kolonnadenstraße 2 und Elsterstraße 1-5, siehe Sachgesamtheitsliste – Obj. 09306509) | Kolonnadenstraße 2 (Karte)                                | 1983–1989 (Mehrfamilienwohnhaus) | postmoderner Plattenbau mit vorgelagerten Arkaden an den zum Platz weisenden Seiten sowie Funktionsunterlagerung, hervorstechendes architektonisches Zeugnis der 1980er Jahre für innerstädtisches Bauen in der DDR, baugeschichtlich und städtebaulich von Bedeutung | 09306827 |
|                                         | Einzeldenkmal der Sachgesamt Umgestaltungsgebiet Innere Westvorstadt am Dorotheenplatz: Mehrfamilienhaus (siehe Sachgesamtheitsliste – Obj. 09306509) | Kolonnadenstraße 4; 6; 8; 10 (Karte)                      | 1983–1989 (Mehrfamilienwohnhaus) | postmoderner Plattenbau als Lückenschließung im Straßenzug Kolonnadenstraße, architektonisches Zeugnis der 1980er Jahre für innerstädtisches Bauen in der DDR, baugeschichtlich und städtebaulich von Bedeutung | 09306829 |
|                                         | Mietshaus (mit zwei Hausnummern) in geschlossener Bebauung, Läden mit Ladenausstattung | Kolonnadenstraße 5; 7 (Karte)                             | 1892 (Mietshaus) | mit Tordurchfahrt, Klinkerfassade mit Erker, Laden mit originaler Ausstattung mit plastischem Fries von Adolf Lehnert, drei schöne Türgitter, baugeschichtlich von Bedeutung | 09290956 |
|                                         | Mietshaus in geschlossener Bebauung sowie Hinterhaus | Kolonnadenstraße 9 (Karte)                                | 1891–1893 (Mietshaus), 1891–1892 (Hinterhaus) | Vorderhaus mit Hausdurchgang und Läden, Klinkerfassade mit Sandsteingliederung, eine Ladenfront original, baugeschichtlich von Bedeutung | 09290957 |
|                                         | Einzeldenkmal der Sachgesamt Umgestaltungsgebiet Innere Westvorstadt am Dorotheenplatz: Mehrfamilienhaus (siehe Sachgesamtheitsliste – Obj. 09306509) | Kolonnadenstraße 11; 13 (Karte)                           | 1983–1989 (Mehrfamilienwohnhaus) | postmoderner Plattenbau als Lückenschließung im Straßenzug Kolonnadenstraße, architektonisches Zeugnis der 1980er Jahre für innerstädtisches Bauen in der DDR, baugeschichtlich und städtebaulich von Bedeutung | 09306831 |
|                                         | Einzeldenkmal der Sachgesamt Umgestaltungsgebiet Innere Westvorstadt am Dorotheenplatz: Mehrfamilienhaus (siehe Sachgesamtheitsliste – Obj. 09306509) | Kolonnadenstraße 14; 16 (Karte)                           | 1983–1989 (Mehrfamilienwohnhaus) | postmoderner Plattenbau als Lückenschließung im Straßenzug Kolonnadenstraße, architektonisches Zeugnis der 1980er Jahre für innerstädtisches Bauen in der DDR, baugeschichtlich und städtebaulich von Bedeutung | 09306830 |
|                                         | Mietshaus in geschlossener Bebauung | Kolonnadenstraße 17 (Karte)                               | 1891 (Mietshaus) | mit Läden, prachtvolle Klinkerfassade mit zwei Erkern, baugeschichtlicher Wert | 09290958 |
|                                         | Mietshaus in geschlossener Bebauung | Kolonnadenstraße 18 (Karte)                               | 1874 (Mietshaus) | mit Hausdurchgang, mit Läden, Putzfassade mit Sandsteingliederung, baugeschichtlich von Bedeutung | 09290959 |
|                                         | Mietshaus in geschlossener Bebauung | Kolonnadenstraße 19 (Karte)                               | 1880er Jahre (Mietshaus) | mit Läden, Klinkerfassade mit Sandsteingliederung, Ladenfront original, baugeschichtliche Bedeutung | 09290960 |
|                                         | Mietshaus in ehemals geschlossener Bebauung | Kolonnadenstraße 20 (Karte)                               | 1885 (Mietshaus) | mit Läden, Klinkerfassade, baugeschichtlich von Bedeutung | 09290961 |
| Direkt Bild zu diesem Denkmal hochladen | Handschwengelpumpe mit Brunnenschacht und Abdeckplatte | Lessingstraße (Karte)                                     | vor 1891 (Handschwengelpumpe) | vor Nummer 11/13, ortsgeschichtlich von Bedeutung | 09291162 |
|                                         | Doppelmietshaus in geschlossener Bebauung | Lessingstraße 4; 4a (Karte)                               | 1908 (Doppelmietshaus) | ehemalige Samariterwache, mit Tordurchfahrt, Putzfassade mit Erker, Reformstil-Architektur, baugeschichtlich und sozialgeschichtlich von Bedeutung | 09291422 |
|                                         | Mietshaus in geschlossener Bebauung | Lessingstraße 6 (Karte)                                   | 1892 (Mietshaus) | Klinker-Sandstein-Fassade, spätgründerzeitliche Wohnhausbau mit baugeschichtlichem Wert | 09291423 |
|                                         | Wohnhaus in offener Bebauung, mit Saalanbau | Lessingstraße 7 (Karte)                                   | um 1870 (Wohnhaus), um 1910 (Saal) | heute Soziokulturelles Zentrum »Die Villa«, historisierende Putzfassade, im Innern Stuckdecken im Eingangsbereich erhalten, 1909–1995 Sitz der Gewerbe- und Handwerkskammer Leipzig, baugeschichtlich von Bedeutung | 09299286 |
|                                         | Mietshaus in geschlossener Bebauung | Lessingstraße 8 (Karte)                                   | 1911 (Mietshaus) | Putzfassade mit Erker, teilweise bleiverglaste Treppenhausfenster, baugeschichtlich bedeutsamer Reformstilbau | 09291424 |
| Weitere Bilder                          | Mietshaus in ehemals geschlossener Bebauung und Hofgebäude zum Naundörfchen | Lessingstraße 10 (Karte)                                  | 1868 (Mietshaus) | Vorderhaus mit Tordurchfahrt, historisierende Putzfassade mit Balkon, baugeschichtlich von Bedeutung | 09291425 |
|                                         | Mietshaus in geschlossener Bebauung | Lessingstraße 13 (Karte)                                  | 1864 (Mietshaus) | historisierende Putzfassade, geätzte Treppenhausfenster, baugeschichtlich von Bedeutung | 09291426 |
|                                         | Mietshaus in geschlossener Bebauung | Lessingstraße 15 (Karte)                                  | 1912 (Mietshaus) | Putzfassade mit Erker, sandsteinverkleidetes Erdgeschoss, teilweise bleiverglaste Treppenhausfenster, Schablonenmalerei im Treppenhaus, im Reformstil, baugeschichtlich von Bedeutung | 09291427 |
|                                         | Mietshaus in geschlossener Bebauung | Lessingstraße 16 (Karte)                                  | 1865 (Mietshaus) | mit Tordurchfahrt, Putzfassade, Holzpflaster und Stuck in der Tordurchfahrt, baugeschichtliche Bedeutung | 09291428 |
|                                         | Mietshaus in geschlossener Bebauung in Ecklage | Lessingstraße 17 (Karte)                                  | 1912 (Mietshaus) | Putzfassade mit Erkern und Balkons, sandsteinverkleidetes Erdgeschoss, Marmor und Reliefs im Eingangsbereich, bleiverglaste Treppenhausfenster, Reformstil-Architektur mit Jugendstildekoration, baugeschichtlich von Bedeutung | 09291429 |
|                                         | Mietshaus in geschlossener Bebauung | Lessingstraße 19 (Karte)                                  | 1866 (Mietshaus) | historisierende Putzfassade, Stuck im Eingangsbereich, baugeschichtlich von Bedeutung | 09291430 |
|                                         | Mietshaus in geschlossener Bebauung in Ecklage | Lessingstraße 20 (Karte)                                  | 1871 (Mietshaus) | mit Tordurchfahrt, Putzfassade, Gründerzeitbau mit baugeschichtlichem Wert | 09291431 |
|                                         | Mietshaus in geschlossener Bebauung | Lessingstraße 21 (Karte)                                  | 1864 (Mietshaus) | historisierende Putzfassade mit Sandsteingliederung, Stuck in den Wohnungen, baugeschichtlich von Bedeutung | 09291432 |
|                                         | Mietshaus in halboffener Bebauung, mit seitlicher Einfriedung | Lessingstraße 22 (Karte)                                  | 1874 (Mietshaus) | am Elstermühlgraben, Putzfassade mit Sandsteingliederung, Stuck im Eingangsbereich, baugeschichtlich von Bedeutung | 09291433 |
|                                         | Mietshaus in halboffener Bebauung | Lessingstraße 23 (Karte)                                  | 1865 (Mietshaus) | am Elstermühlgraben, Putzfassade mit Sandsteingliederung, baugeschichtlich bedeutsamer Gründerzeitbau in der Westvorstadt | 09291434 |
| Weitere Bilder                          | Mietshaus in halboffener Bebauung in Ecklage | Lessingstraße 24 (Karte)                                  | 1870 (Mietshaus) | am Elstermühlgraben, Putzfassade mit Sandsteingliederung, wirkungsvoller Wohnbau der Gründerzeit, mit baugeschichtlichem Wert | 09291435 |
|                                         | Doppelmietshaus in halboffener Bebauung | Lessingstraße 26; 28 (Karte)                              | 1867–1868, bezeichnet 1868 (Doppelmietshaus) | mit zwei Tordurchfahrten, historisierende Putzfassade, Wandgliederung im Eingangsbereich, baugeschichtlich von Bedeutung | 09293025 |
| Weitere Bilder                          | Schule, mit Einfriedung und Turnhalle im Hof | Lessingstraße 27 (Karte)                                  | 1862 (Schule mit Anbau, 2 Gebäude) | historisierende Putzfassade, baugeschichtlich und ortsgeschichtlich von Bedeutung | 09293024 |
|                                         | Mietshaus in halboffener Bebauung und in Ecklage | Lessingstraße 29 (Karte)                                  | um 1880 (Mietshaus) | Vorderhaus mit Tordurchfahrt und Läden, Putzfassade mit Eckerker, in exponierter Ecklage situierter Wohn- und Geschäftshausbau, baugeschichtliche Zeugnisse der frühen westlichen Stadterweiterung, städtebaulich bedeutsam; Denkmaltext In markanter, straßenraumprägender Lage kam in halboffener Bebauung ein wirkungsvoller Eckbau 1865 zur Ausführung, den der Zimmermeister Friedrich August Nietzschmann zu verantworten hatte als Bauherr, Entwerfender und Ausführender. Sandsteinwerksteine in spätklassizistischer Manier gliedern die Putzfassade. Ein Giebelneuabputz ist bereits für 1884 belegt, die Glättung der Straßenfassade dürfte aus | 09293026 |
|                                         | Mietshaus in halboffener Bebauung in Ecklage | Lessingstraße 32 (Karte)                                  | 1866 (Mietshaus) | mit Laden, Putzfassade mit Sandsteingliederung, mit neogotischen Stilelementen, baugeschichtlich von Bedeutung | 09293027 |
|                                         | Villa, mit Einfriedung und Garten | Mainzer Straße 7 (Karte)                                  | 1928 (Villa) | Putzfassade mit Klinkergliederung, im Stil der Moderne, erbaut für den Rechtsanwalt Dr. Georg Benkard, baugeschichtlich von Bedeutung | 09291046 |
|                                         | Villa, mit Einfriedung und Garten | Mainzer Straße 9 (Karte)                                  | 1925 (Villa) | Putzfassade, im traditionalistischen Stil, Villa des Rechtsanwalts und Notars Dr. Rudolf Franz, baugeschichtlich von Bedeutung | 09291047 |
|                                         | Villa mit Einfriedung und Garten | Mainzer Straße 11 (Karte)                                 | 1927 (Villa) | Putzfassade, im Stil der Moderne, erbaut für den Rechtsanwalt beim Reichsgericht, Justizrat Dr. Alfred Kurlbaum, baugeschichtlich von Bedeutung | 09291048 |
|                                         | Wohnhaus in offener Bebauung, mit Einfriedung und Garten | Mainzer Straße 13 (Karte)                                 | 1934 (Wohnhaus) | Putzfassade, Fensterläden, Flachdach, stilistisch zwischen Traditionalismus und Moderne, baugeschichtlich von Bedeutung | 09291049 |
|                                         | Villa, mit Einfriedung und Garten | Mainzer Straße 15 (Karte)                                 | 1928 (Villa), 1929 (Einfriedung) | Putzfassade, im traditionalistischen Stil, Villa des Verlagsbuchhändlers Dr. Otto Mittelstaedt, baugeschichtlich von Bedeutung | 09291050 |
|                                         | Villa, mit Garten | Mainzer Straße 17 (Karte)                                 | 1928 (Villa) | Putzfassade, im traditionalistischen Stil, erbaut für den Direktor Paul Dürrschmidt, baugeschichtlich von Bedeutung | 09291051 |
|                                         | Mietshaus und Hinterhaus in geschlossener Bebauung | Marschnerstraße 3 (Karte)                                 | 1880er Jahre (Mietshaus) | mit Tordurchfahrt, Putzfassade, teilweise geätzte Treppenhausfenster und Glasmalerei | 09290412 |
|                                         | Mietshaus in geschlossener Bebauung | Marschnerstraße 5 (Karte)                                 | 1875 (Mietshaus) | Putzfassade, Zeugnis der westlichen Stadterweiterung in den Gründerzeitjahren, von baugeschichtlichem Wert | 09290413 |
|                                         | Mietshaus in ehemals halboffener Bebauung und in Ecklage | Marschnerstraße 11 (Karte)                                | 1875 (Mietshaus) | mit Läden, historisierende Putzfassade, bauhistorischer Wert | 09290411 |
|                                         | Villa, mit Einfriedung und Garten | Marschnerstraße 21 (Karte)                                | 1931 (Villa) | ehemaliges Corpsheim, heute Kindergarten, Putzfassade mit Klinkergliederung, stilistisch zwischen Moderne und Traditionalismus, baugeschichtlich und ortsgeschichtlich von Bedeutung | 09291089 |
|                                         | Wohnhaus in offener Bebauung, mit Garten und Einfriedung | Marschnerstraße 23 (Karte)                                | 1929 (Wohnhaus) | Putzfassade, im traditionalistischen Stil, baugeschichtlich von Bedeutung | 09291090 |
| Weitere Bilder                          | Einzeldenkmal o. g. Sachgesamtheit: Sporthallen, Verwaltungsbauten (teilweise heute Handelshochschule Leipzig, Anschrift: Jahnallee 59 und Marschnerstraße 31), Verbindungsbauten und zwei Ziergittertoranlagen an den seitlichen Zugängen am Hauptgebäude Jahnallee sowie künstlerische Ausstattung des Mensagebäudes (Marschnerstraße 29c) (siehe Sachgesamtheitsdokument – Obj. 09291635, Jahnallee 59) | Marschnerstraße 29c; 31 (Karte)                           | 1953–1957 (Hochschulanlagenteil), 1966 (Plastiken »Speerwerfer« und »Künstlerische Gymn«), 1974/1975 (Plastik »Stabwechsel« und »Sportlerin«), 1985 (Plastik »Antiker Fünfkampf«)                  | baugeschichtlich und ortsgeschichtlich von Bedeutung | 09306371 |
| Direkt Bild zu diesem Denkmal hochladen | Ausstattungsobjekte in der ehemaligen Kinder- und Jugendsportschule | Marschnerstraße 30 (Karte)                                | 1970–1972 (Wand- und Deckenbild) | heute Sportschule der Stadt Leipzig, Wandbild »Mensch und Gesellschaft« von Arno Rink, farbige Glasfenstergestaltung von Gerd Pötzschig (Ausführung in Naumburg), Innenwandgestaltung im Konferenzraum von Arnd Schultheiß, Metallwand an der Stirnseite im Verbindungstrakt von Günter Thiele, Plastikgruppe im Innenhof von Herbert Ihle, künstlerisch von Bedeutung | 09262737 |
|                                         | Gedenkstein für Theodor Körner | Martin-Luther-Ring (Karte)                                | 1891 (Gedenkstein) | am Standort des Wendlerschen Hauses, hier wurde der Dichter und Freikorps-Kämpfer Körner, der in der Schlacht von Kitzen schwer verwundet wurde, im Juni 1813 durch den Arzt Dr. Wendler gepflegt, Geschichtswert | 09290415 |
| Weitere Bilder                          | Geschäftshaus in halboffener Bebauung | Martin-Luther-Ring 13 (Karte)                             | 1914–1916 (Geschäftshaus) | monumentale Kalksteinfassade, in Ecklage Alter Amtshof, am Pleißemühlgraben mit Ufermauer als Sockelgeschoss, bleiverglaste Treppenhausfenster, Aufzüge, Reformstil-Architektur mit neoklassizistischer Tendenz, Architekt: Peter Dybwad, baugeschichtlich und ortsbildprägend von Bedeutung | 09290414 |
|                                         | Mietshaus in geschlossener Bebauung | Max-Beckmann-Straße 5 (Karte)                             | 1870 (Mietshaus) | Putzfassade mit Sandsteingliederung, baugeschichtlich von Bedeutung | 09290950 |
|                                         | Mietshaus in geschlossener Bebauung | Max-Beckmann-Straße 7 (Karte)                             | 1872 (Mietshaus) | mit Hausdurchgang, Putzfassade, einzigartiges Torgitter, Wohnungsbau der Gründerzeit, baugeschichtlicher Wert | 09290949 |
|                                         | Mietshaus in ehemals geschlossener Bebauung | Max-Beckmann-Straße 10 (Karte)                            | 1887 (Mietshaus) | Putzfassade, spätgründerzeitlicher Wohnungsbau, baugeschichtlich von Wert | 09290951 |
|                                         | Mietshaus in geschlossener Bebauung | Max-Beckmann-Straße 11 (Karte)                            | 1868 (Mietshaus) | mit Tordurchfahrt, Putzfassade, baugeschichtlich wertvoller Wohnungsbau kurz vor Beginn der Gründerzeit im Deutschen Reich | 09290952 |
|                                         | Mietshaus in ehemals geschlossener Bebauung | Max-Beckmann-Straße 18 (Karte)                            | 1876 (Mietshaus) | Putzfassade, baugeschichtlich bedeutsamer Gründerzeitbau | 09290953 |
|                                         | Mietshaus in geschlossener Bebauung | Max-Beckmann-Straße 21 (Karte)                            | 1870er Jahre (Mietshaus) | mit Tordurchfahrt, Putzfassade, baugeschichtliche Bedeutung | 09290954 |
|                                         | Mietshaus in ehemals geschlossener Bebauung | Max-Beckmann-Straße 22 (Karte)                            | 1888 (Mietshaus) | mit Tordurchfahrt, mit Laden, Klinkerfassade, baugeschichtlicher Wert | 09290955 |
|                                         | Mietshaus in geschlossener Bebauung | Mendelssohnstraße 1 (Karte)                               | 1872 (Mietshaus) | Putzfassade mit Sandsteingliederung, baugeschichtlicher Wert | 09291075 |
|                                         | Mietshaus in geschlossener Bebauung | Mendelssohnstraße 2 (Karte)                               | 1879 (Mietshaus) | mit Hausdurchgang und Laden, Putzfassade, baugeschichtliche Wertigkeit | 09291074 |
|                                         | Mietshaus in ehemals geschlossener Bebauung | Mendelssohnstraße 3 (Karte)                               | 1871 (Mietshaus) | Putzfassade, baugeschichtlicher Wert, Zeugnis der gründerzeitlichen Stadterweiterung im Westen Leipzigs | 09291076 |
|                                         | Mietshaus in geschlossener Bebauung | Mendelssohnstraße 4 (Karte)                               | 1879 (Mietshaus) | mit Laden und Hausdurchgang, Putzfassade, baugeschichtlich von Bedeutung | 09291077 |
|                                         | Mietshaus in geschlossener Bebauung, mit Hofgebäude | Mendelssohnstraße 6 (Karte)                               | 1879 (Mietshaus) | mit Tordurchfahrt und Laden, Putzfassade, baugeschichtlich bedeutsamer Wohnbau | 09291078 |
| Weitere Bilder                          | Mietshaus in halboffener Bebauung in Ecklage | Mendelssohnstraße 7 (Karte)                               | um 1880 (Mietshaus) | Putzfassade, markanter Eckbau mit baugeschichtlichem Wert | 09291079 |
|                                         | Mietshaus in geschlossener Bebauung | Mendelssohnstraße 8 (Karte)                               | 1873 (Mietshaus) | Putzfassade, baugeschichtlich wertvoller Wohnungsbau der Gründerzeitjahre im Leipziger Westen | 09291080 |
|                                         | Mietshaus in geschlossener Bebauung und Hofgebäude | Mendelssohnstraße 10 (Karte)                              | 1873 (Mietshaus) | mit Laden, Putzfassade mit Sandsteingliederung, baugeschichtlich bedeutsamer Gründerzeitbau der westlichen Stadterweiterung | 09291081 |
|                                         | Doppelmietshaus (Anschrift: Friedrich-Ebert-Straße 58 und Mendelssohnstraße 11) in ehemals geschlossener Bebauung in Ecklage | Mendelssohnstraße 11 (Karte)                              | 1863 (Teil eines Doppelmietshauses) | Putzfassade, im Rundbogenstil des 19. Jahrhunderts, baugeschichtlich von Bedeutung | 09291660 |
|                                         | Mietshaus in geschlossener Bebauung | Mendelssohnstraße 12 (Karte)                              | 1871 (Mietshaus) | mit Tordurchfahrt, Putzfassade, gründerzeitlicher Wohnbau als Zeugnis der Stadterweiterung Richtung Westen, mit baugeschichtlichem Wert | 09291083 |
|                                         | Mietshaus in ehemals geschlossener Bebauung | Mendelssohnstraße 14 (Karte)                              | 1868 (Mietshaus) | mit Hausdurchgang, Putzfassade mit Sandsteingliederung, kurz vor der Gründerzeit errichtetes Wohngebäude, mit baugeschichtlichem Wert | 09291084 |
|                                         | Straßenpflaster | Moschelesstraße - (Karte)                                 | um 1880 (Pflaster) | im Abschnitt zwischen Käthe-Kollwitz-Straße und Sebastian-Bach-Straße, interessant die schmale Bordsteinkante und die Gehweggestaltung, Seltenheitswert, Dokument der Erschließung und Entwicklung des Bachviertels, verkehrshistorisch von Bedeutung | 09299422 |
| Weitere Bilder                          | Mietshaus in offener Bebauung und in Ecklage, mit Einfriedung, Vorgarten und Garten | Moschelesstraße 1 (Karte)                                 | 1884 (Mietshaus) | repräsentative Putzfassade, teilweise bleiverglaste Treppenhausfenster, im Stil des Historismus, baugeschichtlich und städtebaulich von Bedeutung | 09290420 |
|                                         | Mietshaus in geschlossener Bebauung und in Ecklage, mit Vorgarten und Einfriedung | Moschelesstraße 2 (Karte)                                 | 1886–1887 (Mietshaus) | historisierende Putzfassade, Stuck und Fußbodenfliesen im Eingangsbereich, baugeschichtlich und städtebaulich von Bedeutung | 09290424 |
|                                         | Remisengebäude und Einfriedung sowie Hofpflaster und Vorgarten | Moschelesstraße 3 (Karte)                                 | 1889–1890 (Nebengebäude) | Putzfassade mit Fachwerkdrempel und Gesprengegiebel, ehemaliger Pferdestall mit Kutscherwohnung, baugeschichtlich von Bedeutung | 09290425 |
|                                         | Mietshaus in geschlossener Bebauung | Moschelesstraße 4 (Karte)                                 | um 1898 (Mietshaus) | mit Tordurchfahrt, Putzfassade, Deckengemälde im Innern, teilweise geätzte Treppenhausfenster, baugeschichtlich von Bedeutung | 09290426 |
| Weitere Bilder                          | Doppelmietshaus (Anschrift: Moschelesstraße 5 und Sebastian-Bach-Straße 47) in offener Bebauung und in Ecklage | Moschelesstraße 5 (Karte)                                 | 1880er Jahre (Doppelmietshaus) | Putzfassade, bleiverglaste Treppenhausfenster, Prägetapete aus der Erbauungszeit, baugeschichtlich von Bedeutung | 09290427 |
|                                         | Mietshaus in geschlossener Bebauung | Moschelesstraße 6 (Karte)                                 | 1875 (Mietshaus) | mit Tordurchfahrt, Putzfassade, baugeschichtlich von Bedeutung | 09299590 |
|                                         | Mietshaus in offener Bebauung und in Ecklage, mit seitlicher Einfriedung und Toreinfahrt | Moschelesstraße 7 (Karte)                                 | 1879–1880 (Mietshaus) | Putzfassade mit Eckerker, rückseitig mit Turm, baugeschichtlich von Bedeutung | 09290428 |
|                                         | Mietshaus in geschlossener Bebauung | Moschelesstraße 8 (Karte)                                 | 1874–1875 (Mietshaus) | mit Hausdurchgang und Ausstattung, Putzfassade, Wohnort der sozialdemokratisch-kommunistischen Politikerin Clara Zetkin (1857–1933), baugeschichtlich von Bedeutung | 09299629 |
|                                         | Mietvilla, mit seitlicher Toreinfahrt und Einfriedung | Moschelesstraße 9 (Karte)                                 | 1881 (Mietvilla) | historisierende Putzfassade, bleiverglaste Treppenhausfenster, gewebte Wandbespannung, baugeschichtlich von Bedeutung | 09290429 |
| Weitere Bilder                          | Mietshaus in offener Bebauung | Moschelesstraße 11 (Karte)                                | 1887–1888 (Mietshaus) | repräsentative Putzfassade, im Stil des Historismus, baugeschichtlich von Bedeutung | 09290422 |
|                                         | Mietshaus in offener Bebauung und in Ecklage | Moschelesstraße 13 (Karte)                                | 1887–1888 (Mietshaus) | Putzfassade mit Sandsteingliederung, im Stil des Historismus, baugeschichtlich von Bedeutung | 09290423 |
|                                         | Mehrfamilienhäuser einer Wohnanlage | Naundörfchen 2; 4; 6 (Karte)                              | 1950–1951 (Mietshaus) | mit Läden im Erdgeschoss, Bestandteil der Wohnanlage Ranstädter Steinweg 1-17 sowie 6-16 und 20-22, schlichte Putzfassade mit Erker und Reliefs, im Stil der Nationalen Bautradition der 1950er Jahre, baugeschichtlich und städtebaulich von Bedeutung | 09291647 |
| Weitere Bilder                          | Ehemaliges Umspannwerk mit Schalt- und Akkumulatorenhaus (Nr. 30) sowie ehemaliger Maschinenhalle (Nr. 30a) | Naundörfchen 30; 30a (Karte)                              | 1907 (Maschinenhalle), 1926–1927 (Schaltwarte) | Putzfassade, technisches Denkmal, baugeschichtlich von Bedeutung | 08967701 |
|                                         | Mietshaus in geschlossener Bebauung und in Ecklage | Naundörfchen 32 (Karte)                                   | Ende 19. Jh. (Mietshaus) | historistische Putzfassade, baugeschichtlich von Bedeutung | 08967702 |
| Weitere Bilder                          | Platzanlage, mit zwei Skulpturen auf Postamenten, mit Laternen und Beetanlage | Nikischplatz (Karte)                                      | um 1900 (Platz) | städtebaulich einzigartige Platzanlage, stadtbaugeschichtlich von Wert | 09291501 |
| Direkt Bild zu diesem Denkmal hochladen | Gefallenendenkmal am Künstlerhaus | Nikischplatz                                              | 1928 (Kriegerdenkmal) | Kriegerdenkmal für im 1. Weltkrieg gefallene Künstler sowie Tordurchgang des ehemaligen Künstlerhauses Nikischplatz 2; Denkmal ehemals im Durchgang des Künstlerhauses aufgestellt zur Zentralstraße hin, künstlerisch und geschichtlich von Bedeutung, die durch Planungsvorgaben für immer als öffentlicher Durchgang vorgegebene Wegeverbindung vom Nikischplatz zur Zentralstraße ist als Arkade erhalten | 09306921 |
|                                         | Mietshaus in ehemals geschlossener Bebauung, mit Seitenflügel zum Hof | Nikischplatz 1 (Karte)                                    | 1899 (Mietshaus), 1899 (Seitenflügel) | mit Tordurchfahrt, Klinkerfassade, markanter Wohnungsbau in exponierter Lage, baugeschichtlich bedeutsam | 09291498 |
|                                         | Mietshaus in ehemals geschlossener Bebauung | Nikischplatz 3 (Karte)                                    | um 1895 (Mietshaus) | mit Tordurchfahrt, Putz-Sandstein-Fassade, baugeschichtlich bedeutsam, städtebaulich prägender Bestandteil einer bemerkenswerten, kleinen Platzanlage | 09291499 |
|                                         | Mietshaus in geschlossener Bebauung | Nikischplatz 4 (Karte)                                    | um 1900 (Mietshaus) | Klinkerfassade, Stuck und Fußbodenkacheln im Eingangsbereich, baugeschichtlich bedeutsam, markanter Bestandteil der Platzbebauung | 09291500 |
| Weitere Bilder                          | Wohn- und Geschäftshaus in halboffener Bebauung und in Ecklage | Otto-Schill-Straße 1 (Karte)                              | 1890 (Wohn- und Geschäftshaus) | Putz-Sandstein-Fassade mit Eckerker, prächtiger Historismusbau in städtebaulich bedeutsamer Ecklage am Ring, baugeschichtlicher Wert | 09290924 |
|                                         | Wohn- und Geschäftshaus (mit Dittrichring 1) in geschlossener Bebauung | Otto-Schill-Straße 2 (Karte)                              | 1890–1891 (Wohn- und Geschäftshaus) | Sandstein-Putz-Fassade mit Eckerker, Stuckmarmor und Fußbodenkacheln im Erdgeschoss, auf der Westseite angrenzend an Lurgensteins Steg und den Pleißemühlgraben, prächtiger Historismusbau in markanter Ecklage, baugeschichtlich von Bedeutung | 09290925 |
| Weitere Bilder                          | Wohn- und Geschäftshaus in offener Bebauung, mit Vorgarten | Otto-Schill-Straße 4; 4a (Karte)                          | 1877 (Wohn- und Geschäftshaus) | Klinkerfassade, prachtvoller Historismusbau, baugeschichtlich bedeutsam | 09290927 |
|                                         | Mietshaus in halboffener Bebauung (zwei Hausnummern: Otto-Schill-Straße 6 und Apels Garten 2) und Vorgarten an der Otto-Schill-Straße | Otto-Schill-Straße 6 (Karte)                              | 1836 (Mietshaus) | zeittypische Putzfassade, baugeschichtlich von Bedeutung als eines der frühesten erhaltenen Zeugnisse der westlichen Stadterweiterung | 09290928 |
| Weitere Bilder                          | Kirchgemeindehaus als Hintergebäude in halboffener Bebauung | Otto-Schill-Straße 7 (Karte)                              | 1882 (Gemeindehaus) | historisierende Klinkerfassade, alte Theke im Innern erhalten, ortsgeschichtlich und baugeschichtlich von Bedeutung | 09290930 |
|                                         | Sachgesamtheit Johannapark, mit folgenden Einzeldenkmalen: Seyfferth-Denkmal und Clara-Zetkin-Denkmal, Walter-Cramer-Stele und Pavillon (siehe auch Einzeldenkmaldokument – Obj. 09290256) sowie Parkanlage | Paul-Gerhardt-Weg (Karte)                                 | 1858–1861 (Parkanlage) | Park in seiner Raumbildung, Bodenmodellierung und Flächengliederung erhalten, mit Wegesystem, struktur- und raumbildender Bepflanzung, Teichanlage mit zwei Bogenbrücken und Fontäne, Kinderspielplatz und Blickbeziehungen, in den 1950er Jahren Einbeziehung der Parkanlage in den Zentralen Kulturpark »Clara Zetkin«, gartenkünstlerische, stadtgeschichtliche und personengeschichtliche Bedeutung | 09306373 |
| Direkt Bild zu diesem Denkmal hochladen | Einzeldenkmale der Sachgesamtheit Johannapark: Seyfferth-Denkmal und Clara-Zetkin-Denkmal, Walter-Cramer-Stele und Pavillon (siehe auch Sachgesamtheitsdokument – Obj. 09306373) | Paul-Gerhardt-Weg (Karte)                                 | 1896 (Seyfferth-Denkmal), 1967 (Clara-Zetkin-Denkmal) | in den 1950er Jahren Einbeziehung der Parkanlage in den Zentralen Kulturpark »Clara Zetkin«, baukünstlerische, stadtgeschichtliche und personengeschichtliche Bedeutung | 09290256 |
| Weitere Bilder                          | Denkmal für Josef Poniatowski, mit Ufermauer des Elstermühlgrabens, Einfriedung sowie Freiraumgestaltung als Nebenanlage | Poniatowskiplan (Karte)                                   | ursprünglich 1813 (Denkmal), bezeichnet 1982 (Denkmal), 1865 (Uferbefestigung), 1982 (um das Denkmal)                                                                                              | zur Erinnerung an den General Jozef Antoni Poniatowski (1763–1813), der an dieser Stelle in der Völkerschlacht bei Leipzig ums Leben kam, auf der Grünfläche in Ecklage Gottschedstraße, geschichtlich von Bedeutung Denkmaltext Aller Mut und seine Verwegenheit konnten den französischen General, Marschall und polnischen Fürsten Józef Antoni Poniatowski und dessen VIII. Korps nicht vor der Niederlage bewahren, die sie bei der Verteidigung der Stellungen des Napoleonischen Heeres zwischen äußerem Peterstor und Pleiße erlitten. Auf der Flucht durch die westlich der Stadt vorgelagerten Gärten Leipziger Bürger ertrank der stark geschwächte Heerführer am 19. Oktober 1813 samt Pferd in den Fluten der Hochwasser führenden Weißen Elster, die Brücke über den Fluss im Verlauf der Chaussee Richtung Frankfurt war bereits gesprengt worden. Fischer fanden die Leiche des Fürsten erst am 24. Oktober unter einer Trauerweide. Die Völkerschlacht bei Leipzig hatte mit der Zerschlagung des französischen Heeres und der Flucht Napoleons nach Paris geendet. Bereits im Dezember 1813 wurde Poniatowski ein Denkmal in unmittelbarer Nähe an der Stelle seines Todes gesetzt. Dies geschah im einstigen Richterschen bzw. Hermannschen und späteren Reichenbachschen Garten, am westlichen Ende nahe dem Japanischen Pavillon. Als Initiator gilt der polnische Divisionsgeneral Aleksander Rozniecki, der bereits am 30. Oktober die Errichtung eines Gedenksteins in Vorschlag gebracht hatte. Später wurde dieses erste Denkmal durch einen neuen Stein ersetzt, der hier wieder eingemeißelte Name Rozniecki soll 1831 durch polnisches Militär beseitigt worden sein. 1827 musste das Bankhaus Reichenbach Konkurs anmelden und der Garten stand zum Verkauf. Neuer Eigentümer wurde ein Freund und Geschäftspartner: der Legationsrat, Kaufmann und Dichter Christoph Wilhelm Leonhard Gerhard, Mitinhaber einer Firma für englische Manufakturwaren. Die unter Reichenbach begonnene Umgestaltung des Gartens und Anpassung an die englische Gartenmode erfuhr ihre Fortführung. Auf einer durch Zuschüttung eines Bassins gewonnenen ovalen Rasenfläche im mittigen Bereich der Anlage war es zwischen 1814 und 1822 zur Aufstellung eines zweiten Poniatowskidenkmals gekommen, umgeben von acht Trauerweiden. Dem aufkommenden Kult um Poniatowski widmete sich Gerhard mit großem Sammeleifer sowie der Unterbringung verschiedenster (persönlicher) Gegenstände des Fürsten, Schreiben, Bilder und Plastiken im sogenannten Laribus-Pavillon. Die jüngste Tochter, Similde Gerhard, vermachte die Sammlung 1903 dem Museum des Vereins für die Geschichte Leipzigs. Sie starb im selben Jahr, woraufhin der Garten vollends parzelliert, nur einige der Architekturen und Plastiken bewahrt wurden. Eine Herauslösung erster Parzellen aus dem großflächigen Parkbereich erfolgte bereits ab 1863. Der recht einfache erste Poniatowski-Stein blieb jedoch zunächst an der alten Stelle, stand nun auf dem Grundstück Poniatowskistraße 14 (heute Gottschedstraße 42) im Hof unter einem Erker. Noch 1898 ist diese Stelle bezeugt. Erst 1963 erfolgte in Vorbereitung auf den 150. Jahrestag der Völkerschlacht dessen Umsetzung im Zusammenhang mit der Verrohrung des Elstermühlgrabens auf das Flurstück Gottschedstraße 44. Von diesem spitzwinkligen, bis zur Elsterstraße reichenden Grundstück wurde ein großer Gartenbereich abgetrennt, einige Bäume dieses Gartens sind heute noch erhalten. Das Haus Nummer 44 entstand 1870/1871 für den Direktor der Allgemeinen Deutschen Credit-Anstalt, Herrn Friedrich Jacob Alfred List. Die Ufermauer des Grundstücks, die unter der Überdeckung des Gewässers vorhanden ist, hatte List bereits 1865 erbauen lassen, Schäden wurden 1911 ausgebessert. Der Inschriftstein stand ehemals auf einer niedrigen abgeschrägten Sockelplatte, litt unter Durchfeuchtung und wurde 1963 auf einen etwa einen Meter hohen Sandsteinsockel gestellt. Auf schmalen Granitplatten an seiner Oberkante stehen Lebensdaten des Fürsten in Polnisch und Deutsch (Geburtsjahr richtig ist jedoch 1763). Inschriften am Originalstein wurden nachgearbeitet, am Sockel Übersetzungen polnischer Texte angebracht. Eine nochmalige Renovierung übernahm im Sommer 1982 die polnische Werkstätte für Denkmalpflege PKZ, die zudem die Einfassung neu fügte. Eine Tafel mit dem Porträt Poniatowskis stammt von 1987, dem Jahr des 175. Gedenkens. Zu diesem Anlass wurde der Grünbereich um das Denkmal, Teil der ehemaligen Gartenanlage Gottschedstraße 44, saniert. Das zweite Fürstendenkmal stand zeitweilig vor der Schule in der Leibnizstraße, fiel am 22. Dezember 1939 der Zerstörungswut der nationalsozialistischen Machthaber zum Opfer. An seiner Stelle errichteten polnische Soldaten 1946 neuerlich einen Gedenkstein, der jedoch durch einen Verkehrsunfall zerstört wurde. Ab 18. Oktober 1997 trägt der Verbindungsweg zwischen Lessing- und Elsterstraße den Namen Poniatowskiplan. LfD/2019 | 09290980 |
|                                         | Denkmal, mit Platzanlage | Ranstädter Steinweg (Karte)                               | 1863 (Denkmal) | Denkmal zur Erinnerung an die Sprengung der Elsterbrücke 1813, errichtet vom »Verein zur Feier des 19. Oktober«, mit Eisenzauneinfriedung, geschichtlich von Bedeutung | 09291637 |
| Weitere Bilder                          | Mehrfamilienhäuser einer Wohnanlage | Ranstädter Steinweg 1; 3; 5; 7; 9; 11; 13; 15; 17 (Karte) | 1950–1951 (Mietshaus) | mit Ladenzone und Durchgängen, Bestandteil der Wohnanlage mit Naundörfchen 2-6, dazugehörig Ranstädter Steinweg 6-16 und 20-22, schlichte Putzfassaden, im Stil der Nationalen Bautradition der 1950er Jahre, baugeschichtlich und städtebaulich von Bedeutung | 09291638 |
| Direkt Bild zu diesem Denkmal hochladen | Einzeldenkmal der Sachgesamt Umgestaltungsgebiet Innere Westvorstadt am Dorotheenplatz: Mehrfamilienhaus (Kolonnadenstraße 1/3 und Reichelstraße 2-8, siehe Sachgesamtheitsliste – Obj. 09306509) | Reichelstraße 2; 4; 6; 8 (Karte)                          | 1983–1989 (Mehrfamilienwohnhaus) | postmoderner Plattenbau mit vorgelagerten Arkaden an den zum Platz weisenden Seiten sowie Funktionsunterlagerung, hervorstechendes architektonisches Zeugnis der 1980er Jahre für innerstädtisches Bauen in der DDR, baugeschichtlich und städtebaulich von Bedeutung | 09306828 |
| Weitere Bilder                          | Plastikgarten | (Karte)                                                   | 1982–1987 (Stadtpark); 1988–1993 (Bodenrelief „Erinnerung an die Leipziger“); 1989–1992 (Plastik „Annäherung“, Knabe und weiblich); 1987 entworfen (Plastik „Ammonshorn“); 1986–1987 (Gartentisch) | Stadtpark mit drei Bildwerken, mitunter auch als Plastikgarten bezeichnet; Parkanlage zwischen Neuem Rathaus und Johannapark mit axialem Hauptweg und geschwungenem Wegesystem aus Trittsteinplatten, mit Gehölzgruppen und Beeten, Sitzplätzen, Tischtennisplatte, Pflasterung und Bildwerken, gartenkünstlerisch, künstlerisch und stadtentwicklungsgeschichtlich von Bedeutung | 09307033 |
| Direkt Bild zu diesem Denkmal hochladen | Remisengebäude eines Villengrundstückes (Villa nicht mehr vorhandenen) | Rudolphstraße 5 (Karte)                                   | um 1895 (Remisengebäude) | in rückwärtiger Lage zum Grundstück Karl-Tauchnitz-Straße 6, Putzbau mit weit vorkragendem Dach, baugeschichtlich von Bedeutung | 09298662 |
|                                         | Drei Gebäude (Schreberstraße 4a, Schreberstraße 6/6a sowie Schrebergäßchen 1) einer ehemaligen Aromafabrik sowie Schornstein im Hof | Schrebergäßchen 1 (Karte)                                 | um 1900 (Fabrikgebäude) | Klinkerbauten auf einem Eckgrundstück, dazu Wohnhaus Schrebergäßchen 3 (siehe dort), städtebaulich wirkungsvoller Gebäudekomplex an der Ostseite des Bachstraßenviertels, industriegeschichtlich und stadtgeschichtlich von Bedeutung | 09290581 |
|                                         | Mietshaus in geschlossener Bebauung | Schrebergäßchen 2 (Karte)                                 | um 1870 (Mietshaus) | mit Laden, einfache Putzfassade, ortsentwicklungsgeschichtlich von Bedeutung | 09290582 |
|                                         | Mietshaus in geschlossener Bebauung und in Ecklage | Schrebergäßchen 3 (Karte)                                 | 1874 (Mietshaus) | im Komplex mit benachbartem Aromawerk (siehe Schreberstraße 4a und 6), Putzfassade, Eingangstür mit geätzten Scheiben, ortsgeschichtlich von Bedeutung | 09290583 |
| Weitere Bilder                          | Mietshaus in ehemals halboffener Bebauung und in Ecklage, mit Garten, Einfriedung und Toreinfahrt | Schreberstraße 1 (Karte)                                  | 1880–1881 (Mietshaus) | historisierende Putzfassade, geätzte Treppenhausfenster und Oberlichte, Stuck im Eingangsbereich, baugeschichtlich und städtebaulich von Bedeutung | 09290585 |
| Weitere Bilder                          | Mietshaus in geschlossener Bebauung und in Ecklage, mit Vorgarten und Einfriedung | Schreberstraße 2 (Karte)                                  | 1880–1881 (Mietshaus) | Putzfassade mit Eckerker, eingeschossige Veranda zum Vorgarten, Marmor und Stuck im Eingangsbereich, im Stil des Historismus, baugeschichtlich und städtebaulich von Bedeutung | 09290587 |
|                                         | Mietshaus in ehemals halboffener Bebauung | Schreberstraße 4 (Karte)                                  | 1874 (Mietshaus) | historistische Putzfassade, baugeschichtlicher Wert | 09291755 |
| Weitere Bilder                          | Drei Gebäude (Schreberstraße 4a, Schreberstraße 6/6a sowie Schrebergäßchen 1) einer ehemaligen Aromafabrik sowie Schornstein im Hof | Schreberstraße 4a; 6; 6a (Karte)                          | um 1900 (Fabrikgebäude) | Klinkerbauten auf einem Eckgrundstück, dazu Wohnhaus Schrebergäßchen 3 (siehe dort), städtebaulich wirkungsvoller Gebäudekomplex an der Ostseite des Bachstraßenviertels, industriegeschichtlich und stadtgeschichtlich von Bedeutung | 09290581 |
|                                         | Kirchgemeindehaus (mit Orgel und Büste Seydewitz im Innern) in offener Bebauung | Schreberstraße 5 (Karte)                                  | 1914–1917 (Gemeindehaus) | Putzfassade, im Reformstil der Zeit um 1910, Bronzebüste Hans von Seydewitz (1. Kirchenpfarrer der Gemeinde) im Treppenhaus, Orgel aus Niederröblingen bei Eisleben in klassizistischen Formen, baugeschichtlich und ortsgeschichtlich von Bedeutung | 09290588 |
| Weitere Bilder                          | Doppelmietshaus in ursprünglich geschlossener Bebauung | Schreberstraße 14; 14b (Karte)                            | 1900 (Doppelmietshaus) | mit Tordurchfahrten, Klinkerfassade mit Erkern, baugeschichtlich von Wert | 09290586 |
|                                         | Hauptgebäude eines Freibades | Schreberstraße 15 (Karte)                                 | 1866 (Freibad) | mit offener Halle im Erdgeschoss, Putzfassade, als frühe Badeanstalt mit Schwimmbecken sozialgeschichtlich und baugeschichtlich von Bedeutung | 09300194 |
| Direkt Bild zu diesem Denkmal hochladen | Handschwengelpumpe mit Brunnenschacht und Abdeckplatte | Sebastian-Bach-Straße (Karte)                             | 1909 (Handschwengelpumpe) | in Ecklage Schreberstraße, Ganzplatte, ortsgeschichtlich von Bedeutung | 09292424 |
| Weitere Bilder                          | Villa Thomana; Villa, mit Garten und Einfriedung | Sebastian-Bach-Straße 3 (Karte)                           | 1881–1883 (Villa) | prachtvolle Putzfassade, benannt nach dem Kaufmann Friedrich Willibald Ledig, im Stil des Historismus, baugeschichtlich und ortsgeschichtlich von Bedeutung | 09290600 |
|                                         | Mietshaus in geschlossener Bebauung und Fabrikgebäude (bauliche Einheit mit Nr. 6) im Hof | Sebastian-Bach-Straße 4 (Karte)                           | 1873 (Mietshaus), 1906 (Fabrikgebäude) | Vorderhaus mit Tordurchfahrt, Putzfassade, Holzpaneele in der Tordurchfahrt, baugeschichtlich von Bedeutung | 09290604 |
| Weitere Bilder                          | Doppelmietshaus (Anschrift: Sebastian-Bach-Straße 5 und Hillerstraße 5) in offener Bebauung und in Ecklage, mit Einfriedung und Garten | Sebastian-Bach-Straße 5 (Karte)                           | 1883 (Doppelmietshaus) | repräsentative Klinkerfassade mit Sandsteingliederung, im Stil des Historismus, baugeschichtlich von Bedeutung | 09290609 |
|                                         | Mietshaus in ehemals geschlossener Bebauung und Fabrikgebäude (bauliche Einheit mit Nr. 4) im Hof | Sebastian-Bach-Straße 6 (Karte)                           | 1906 (Mietshaus), 1906 (Fabrikgebäude) | zeittypische Putzfassade, Ausstattung im Eingangsbereich um 1925, baugeschichtliche Bedeutung | 09290608 |
|                                         | Mietshaus in ehemals geschlossener Bebauung | Sebastian-Bach-Straße 13 (Karte)                          | um 1885 (Mietshaus) | mit Gaststätte, Putzfassade mit Balkons, Treppenhausfenster mit geätzter Verglasung, ehemals Kegelbahn im Hof, baugeschichtlich von Bedeutung | 09299154 |
|                                         | Mietshaus in halboffener Bebauung | Sebastian-Bach-Straße 14 (Karte)                          | 1873–1874 (Mietshaus) | Putzfassade, Teil einer einheitlich geplanten Häusergruppe, siehe auch Sebastian-Bach-Straße 16, 18, 20, stadtteilentwicklungsgeschichtliche Bedeutung | 09299426 |
|                                         | Mietshaus in geschlossener Bebauung | Sebastian-Bach-Straße 16 (Karte)                          | 1873–1874 (Mietshaus) | mit Laden, Putzfassade, Teil einer einheitlich geplanten Häusergruppe, siehe auch Sebastian-Bach-Straße 14, 18, 20, stadtteilentwicklungsgeschichtliche Bedeutung | 09290594 |
| Direkt Bild zu diesem Denkmal hochladen | Mietshaus in geschlossener Bebauung | Sebastian-Bach-Straße 18 (Karte)                          | 1873–1874 (Mietshaus) | Putzfassade, Teil einer einheitlich geplanten Häusergruppe, siehe auch Sebastian-Bach-Straße 14, 16, 20, stadtteilentwicklungsgeschichtliche Bedeutung | 09304671 |
|                                         | Mietshaus in geschlossener Bebauung | Sebastian-Bach-Straße 20 (Karte)                          | 1873–1874 (Mietshaus) | mit Laden, Putzfassade, Teil einer einheitlich geplanten Häusergruppe, siehe auch Sebastian-Bach-Straße 14, 16, 18, stadtteilentwicklungsgeschichtliche Bedeutung | 09299427 |
|                                         | Mietshaus in geschlossener Bebauung | Sebastian-Bach-Straße 22 (Karte)                          | um 1875 (Mietshaus) | mit Hausdurchgang, historisierende Putzfassade, baugeschichtlich von Bedeutung | 09299250 |
|                                         | Mietshaus in geschlossener Bebauung und Hinterhaus | Sebastian-Bach-Straße 23 (Karte)                          | 1874 (Mietshaus) | Vorderhaus mit Laden und Tordurchfahrt, Putzfassade, geätzte Treppenhausfenster, baugeschichtlich von Bedeutung | 09290596 |
|                                         | Mietshaus in geschlossener Bebauung und in Ecklage | Sebastian-Bach-Straße 24 (Karte)                          | 1873 (Mietshaus) | Putzfassade mit Balkon, im ersten Obergeschoss Klinkerbänder-Imitationen, Fassadenmalerei, im Innern Reste bleiverglaster Fenster, baugeschichtlich von Bedeutung | 09290597 |
|                                         | Mietshaus in geschlossener Bebauung | Sebastian-Bach-Straße 28 (Karte)                          | 1874 (Mietshaus) | mit Hausdurchgang, historisierende Putzfassade, geätzte Treppenhausfenster, baugeschichtlich von Bedeutung | 09290598 |
|                                         | Mietshaus in geschlossener Bebauung und in Ecklage | Sebastian-Bach-Straße 29 (Karte)                          | 1873 (Mietshaus) | ehemals mit Läden, Putzfassade, Eckbalkons, Medaillons und Fußbodenfliesen im Eingangsbereich, baugeschichtlich von Bedeutung | 09290599 |
|                                         | Mietshaus in geschlossener Bebauung und Hinterhaus | Sebastian-Bach-Straße 30 (Karte)                          | 1877 (Mietshaus) | mit Tordurchfahrt, historisierende Putzfassade, geätzte Treppenhausfenster, baugeschichtlich von Bedeutung | 09290601 |
|                                         | Mietshaus in geschlossener Bebauung und Hinterhaus | Sebastian-Bach-Straße 32 (Karte)                          | 1875 (Mietshaus) | mit Tordurchfahrt, Putzfassade, baugeschichtlich von Bedeutung | 09290602 |
|                                         | Mietshaus in geschlossener Bebauung mit Werbeschrift und Ladenfront | Sebastian-Bach-Straße 33 (Karte)                          | 1887 (Mietshaus) | mit Tordurchfahrt und Läden mit originaler Werbeschrift, historisierende Putzfassade, baugeschichtlich von Bedeutung | 09299342 |
|                                         | Mietshaus in geschlossener Bebauung und Hinterhaus | Sebastian-Bach-Straße 34 (Karte)                          | 1875 (Mietshaus) | mit Tordurchfahrt, Putzfassade, baugeschichtlich von Bedeutung | 09299441 |
|                                         | Mietshaus in geschlossener Bebauung und Hinterhaus | Sebastian-Bach-Straße 35 (Karte)                          | 1874 (Mietshaus) | zeittypische Putzfassade, Vorderhaus mit Tordurchfahrt, Hofgebäude ursprünglich mit Werkstatt, stadtteilentwicklungsgeschichtliche Bedeutung | 09299414 |
|                                         | Mietshaus in geschlossener Bebauung | Sebastian-Bach-Straße 36 (Karte)                          | 1875 (Mietshaus) | Putzfassade, einer der ersten Mietshausbauten im Plangebiet, Gründerzeitgebäude mit baugeschichtlichem und ortsentwicklungsgeschichtlichem Wert | 09290603 |
|                                         | Mietshaus in geschlossener Bebauung und Hinterhaus | Sebastian-Bach-Straße 37 (Karte)                          | 1874 (Mietshaus) | Putzfassade, Vorderhaus mit Tordurchfahrt, baugeschichtliche und stadtteilentwicklungsgeschichtliche Bedeutung | 09299413 |
|                                         | Mietshaus in geschlossener Bebauung | Sebastian-Bach-Straße 38 (Karte)                          | 1873 (Mietshaus) | mit Hausdurchgang, Putzfassade, baugeschichtlich von Bedeutung | 09299604 |
|                                         | Mietshaus in geschlossener Bebauung | Sebastian-Bach-Straße 39 (Karte)                          | 1883 (Mietshaus) | mit Tordurchfahrt, Putzfassade, baugeschichtlich von Bedeutung | 09299613 |
|                                         | Mietshaus in geschlossener Bebauung | Sebastian-Bach-Straße 43 (Karte)                          | 1875 (Mietshaus) | mit Tordurchfahrt und ehemals mit Laden, historisierende Putzfassade, geätzte Treppenhausfenster, Stuck in der Tordurchfahrt, baugeschichtlich von Bedeutung | 09290606 |
| Weitere Bilder                          | Villa, mit Einfriedung und Garten sowie Remisengebäude | Sebastian-Bach-Straße 44 (Karte)                          | 1886 (Villa) | historistische Klinkerfassade, Architekt: Max Pommer, erbaut für den Verlagsbuchhändler Hermann Julius Meyer, baugeschichtlich und ortsgeschichtlich von Bedeutung | 09290607 |
|                                         | Mietshaus in geschlossener Bebauung und in Ecklage | Sebastian-Bach-Straße 45 (Karte)                          | 1874 (Mietshaus) | mit Eckladen, Putzfassade mit Eckbalkon, Windfangtür mit geätzter Verglasung, Stuck im Eingangsbereich, baugeschichtlich von Bedeutung | 09290270 |
|                                         | Doppelmietshaus (Anschrift: Moschelesstraße 5 und Sebastian-Bach-Straße 47) in offener Bebauung und in Ecklage | Sebastian-Bach-Straße 47 (Karte)                          | 1880er Jahre (Doppelmietshaus) | Putzfassade, bleiverglaste Treppenhausfenster, Prägetapete aus der Erbauungszeit, baugeschichtlich von Bedeutung | 09290427 |
| Weitere Bilder                          | Villa mit Villengarten, Einfriedung und Nebengebäude eines Villengrundstückes | Sebastian-Bach-Straße 51 (Karte)                          | 1880–1882 (Villa), 1880–1882 (Remisengebäude), um 1900 (Einfriedung) | Villa repräsentative Sandsteinfassade, im Stil der Neorenaissance, Architekt: Arwed Roßbach, erbaut für den Buchhändler Leopold Gebhardt, Remisengebäude im Stil der Neorenaissance, baugeschichtlich, künstlerisch und ortsgeschichtlich von Bedeutung | 09299057 |
| Weitere Bilder                          | Mietshaus in offener Bebauung | Thomasiusstraße 1 (Karte)                                 | um 1870 (Mietshaus) | am Elstermühlgraben, mit Tordurchfahrt, klassizistische Putzfassade, ehemals Thomasiusstraße 1a und 1b, baugeschichtlich und ortsgeschichtlich von Bedeutung | 09291052 |
|                                         | Mietshaus in geschlossener Bebauung und in Ecklage | Thomasiusstraße 2 (Karte)                                 | um 1880 (Mietshaus) | mit Tordurchfahrt und Läden, Putzfassade, bedeutsame Ecklage, prachtvolle Ausstattung in der Tordurchfahrt, baugeschichtlich von Bedeutung | 09263712 |
| Weitere Bilder                          | Mietshaus in geschlossener Bebauung | Thomasiusstraße 2a (Karte)                                | um 1885 (Mietshaus) | mit Tordurchfahrt, Putzfassade, Stuck in der Tordurchfahrt, zum Elstermühlgraben gelegen, baugeschichtlich bedeutsam | 09291789 |
| Weitere Bilder                          | Mietshaus in geschlossener Bebauung | Thomasiusstraße 2b (Karte)                                | 1880er Jahre (Mietshaus) | mit Hausdurchgang, Klinkerfassade, Stuck im Eingangsbereich, am Elstermühlgraben, baugeschichtlich von Bedeutung | 09291790 |
| Weitere Bilder                          | Mietshaus in halboffener Bebauung | Thomasiusstraße 2c (Karte)                                | 1880er Jahre (Mietshaus) | mit Tordurchfahrt, Klinkerfassade, Stuck und Holzpaneele in der Tordurchfahrt, baugeschichtlicher Wert | 09291791 |
|                                         | Mietshaus in geschlossener Bebauung | Thomasiusstraße 3 (Karte)                                 | 1866 (Mietshaus) | historistisch-klassizistische Putzfassade, baugeschichtlich von Bedeutung | 09291053 |
|                                         | Mietshaus in geschlossener Bebauung | Thomasiusstraße 5 (Karte)                                 | 1877 (Mietshaus) | mit Tordurchfahrt und Läden, Putzfassade, baugeschichtlich von Bedeutung | 09291054 |
|                                         | Mietshaus in ehemals geschlossener Bebauung | Thomasiusstraße 6 (Karte)                                 | 1871–1873 (Mietshaus) | mit Hausdurchgang, Putzfassade, Stuck im Eingangsbereich, baugeschichtlich von Bedeutung | 09291055 |
| Weitere Bilder                          | Mietshaus in geschlossener Bebauung und in Ecklage | Thomasiusstraße 7 (Karte)                                 | im Kern 1865 (Mietshaus), 1882 (Mietshaus) | viergeschossiges Gebäude mit Ladeneinbau, repräsentative Putzfassade, zwei Mittelrisalite durch Pfeiler und Karyatiden betont, Bleiglasfenster zum Lichtschacht im Innern, baugeschichtlich und städtebaulich von Bedeutung | 09291056 |
|                                         | Mietshaus in geschlossener Bebauung in Ecklage | Thomasiusstraße 8 (Karte)                                 | 1864 (Mietshaus) | mit Tordurchfahrt, Putzfassade, Atlanten im Eingangsbereich der Tordurchfahrt, baugeschichtlich von Bedeutung | 09291057 |
|                                         | Mietshaus in geschlossener Bebauung | Thomasiusstraße 9 (Karte)                                 | um 1915 (Mietshaus) | Putzfassade, Stuck im Eingangsbereich, baugeschichtlich von Bedeutung | 09298971 |
|                                         | Mietshaus in geschlossener Bebauung in Ecklage (bauliche Einheit mit Gottschedstraße 28) | Thomasiusstraße 9a (Karte)                                | 1913 (Mietshaus) | Putzfassade, Stuck und Marmor im Eingangsbereich, baugeschichtlich von Bedeutung | 09291058 |
|                                         | Mietshaus in halboffener Bebauung | Thomasiusstraße 10 (Karte)                                | 1864 (Mietshaus) | Putzfassade, Stuck im Eingangsbereich, Windfangtür mit farbigem Glas, baugeschichtlich von Bedeutung | 09291059 |
|                                         | Mietshaus in ehemals geschlossener Bebauung | Thomasiusstraße 11 (Karte)                                | 1881 (Mietshaus) | Putzfassade, geätzte Treppenhausfenster, Stuck im Eingangsbereich, baugeschichtlich von Bedeutung | 09291060 |
|                                         | Mietshaus in geschlossener Bebauung | Thomasiusstraße 13 (Karte)                                | 1882 (Mietshaus) | Putzfassade, Stuck im Eingangsbereich, baugeschichtlich bedeutsam | 09291061 |
|                                         | Mietshaus in geschlossener Bebauung | Thomasiusstraße 14 (Karte)                                | 1885 (Mietshaus) | Putzfassade, geätzte Treppenhausfenster, baugeschichtlich von Bedeutung | 09291062 |
|                                         | Mietshaus in geschlossener Bebauung und Hinterhaus | Thomasiusstraße 16 (Karte)                                | 1886 (Mietshaus) | Vorderhaus mit Tordurchfahrt und mit Laden, Putzfassade, Holzpaneele in der Tordurchfahrt, baugeschichtlich bedeutsam | 09291063 |
|                                         | Mietshaus in geschlossener Bebauung | Thomasiusstraße 17 (Karte)                                | 1888 (Mietshaus) | mit Tordurchfahrt, mit Laden, Putzfassade, Stuck in der Tordurchfahrt, baugeschichtlicher Wert | 09291064 |
|                                         | Mietshaus in wieder geschlossener Bebauung | Thomasiusstraße 21 (Karte)                                | 1904 (Mietshaus) | Putzfassade mit Sandsteingliederung und zwei Erkern, wirkungsvolle Jugendstildekoration, mit baugeschichtlichem Wert | 09291065 |
|                                         | Mietshaus in wieder geschlossener Bebauung | Thomasiusstraße 22 (Karte)                                | 1885 (Mietshaus) | mit Tordurchfahrt, Putzfassade, Stuck und Holzpaneele in der Tordurchfahrt, baugeschichtlicher Wert | 09291066 |
|                                         | Mietshaus in geschlossener Bebauung | Thomasiusstraße 23 (Karte)                                | 1904 (Mietshaus) | Putzfassade mit zwei Erkern, baugeschichtlich bedeutsam | 09291067 |
| Weitere Bilder                          | Verwaltungsgebäude mit Vorhalle (Nr. 2), mit Einfriedung, sowie Eingangshofgestaltung mit Brunnen sowie an das Verwaltungsgebäude angebautes Wohnhaus (Nr. 4) | Willmar-Schwabe-Straße 2; 4 (Karte)                       | 1922–1925 (Krankenkasse) | kräftige Putzfassade mit Porphyrtuffgliederung, einzigartiger Verwaltungsbau (AOK Leipzig) in stadtbildprägender Lage, architekturhistorisch und baukünstlerisch von Bedeutung, Zeugnis der Entwicklung des Krankenkassenwesens in Deutschland, Art-Déco-Gebäude mit Seltenheitswert | 09291633 |
|                                         | Mietshaus in halboffener Bebauung in Ecklage (bauliche Einheit mit Gottschedstraße 1) | Zentralstraße 1 (Karte)                                   | 1854–1857 (Mietshaus) | mit Läden, Putzfassade, rundes Treppenhaus, baugeschichtlich von Bedeutung | 09299071 |
|                                         | Geschäftshaus in halboffener Bebauung und in Ecklage | Zentralstraße 7 (Karte)                                   | 1913–1914 (Geschäftshaus) | Putzfassade, im Reformstil der Zeit um 1910, baugeschichtlich von Bedeutung | 09291513 |

## Ehemalige Kulturdenkmale
| Bild                                    | Bezeichnung                 | Lage                             | Datierung                                         | Beschreibung                                                                                               | ID       |
| --------------------------------------- | --------------------------- | -------------------------------- | ------------------------------------------------- | --- | -------- |
| Direkt Bild zu diesem Denkmal hochladen | Gefallenendenkmal 1914/1918 | Elsterstraße 23 (Karte)          | nach 1918 (Denkmal)                               | Gefallenendenkmal 1914/1918 im Garten (z. Zt. vermisst)                                                    | 09292797 |
| Direkt Bild zu diesem Denkmal hochladen | Handschwengelpumpe          | Gottschedstraße (Karte)          | nach 1908 (Wasserversorgungs- und Abwasseranlage) | Handschwengelpumpe mit Brunnenschacht und Abdeckplatte in Ecklage Käthe-Kollwitz-Straße (Typ Kleiner Löwe) | 09290147 |
|                                         | Nebengebäude                | Sebastian-Bach-Straße 40 (Karte) | 1880 (Nebengebäude)                               | Nebengebäude einer nicht mehr erhaltenen Villa (Putzfassade)                                               | 09290605 |